# Меморіал Івана Глінки 1999
Турнір чотирьох націй (англ. Quatre nations) — 9-й міжнародний юніорський хокейний турнір.

## Підсумкова таблиця
| М  | Команда    | І | В | Н | П | Ш    | О |
| -- | ---------- | - | - | - | - | ---- | - |
| 1. | Канада     | 3 | 2 | 0 | 1 | 13:4 | 4 |
| 2. | США        | 3 | 2 | 0 | 1 | 11:6 | 4 |
| 3. | Чехія      | 3 | 2 | 0 | 1 | 7:11 | 4 |
| 4. | Словаччина | 3 | 0 | 0 | 3 | 4:14 | 0 |

- США - Словаччина 6:1
- Канада - Чехія 7:0
- США - Канада 2:1
- Чехія - Словаччина 3:1
- США - Чехія 3:4
- Словаччина — Канада 2:5